# 胀萼猫头刺
胀萼猫头刺（学名：Oxytropis aciphylla var. utriculata）为豆科棘豆属下的一个变种。